# Leopold von Auersperg
Grof Leopold von Auersperg, avstrijski politik, * 16. maj 1855, Budimpešta, Ogrska; † 23. februar 1918, Baden, Spodnja Avstrija. 

## Življenje
Njegova starša sta bila Wolfgang Gottfried Leopold grof von Auersperg (* 1818; † 1893) in  Marianne baronica von Neuwall (* 1831; † 1908). 
Leopold se je poročil z Wilhelmino Hanny (* 1873; † 1955), s katero je imel dva otroka:
- Ano Maria grofica Auersperg (* 1897; † 1977), ki se je poročila z režiserjem in producentom Hugom grofom Henckel von Donnersmarckom;
- Ferdinand Johann grof Auersperg (* 1906; † 1944), ki se je poročil z Marijo von Kink.

Leta 1905 je vodil ministrstvo za finance, naslednje leto pa je postal kmetijski minister, nasledil ga je Alfred Ebenhoch.
1. 1 2 3 4  Record #130248150 // Gemeinsame Normdatei — 2012—2016.